# Juliette Arnaud

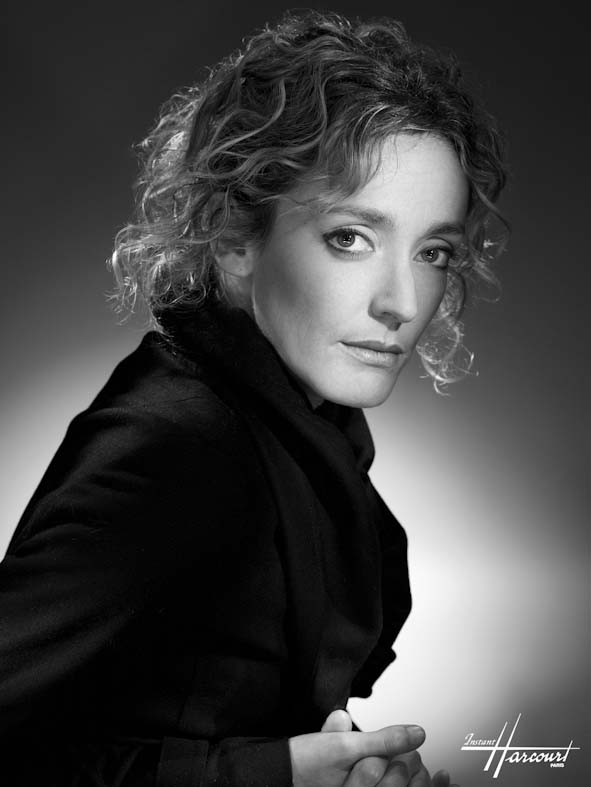
Juliette Arnaud (2008)

Juliette Arnaud (* 6. März 1973 in Saint-Étienne, Frankreich) ist eine französische Schauspielerin und Drehbuchautorin.

## Leben
Juliette Arnaud studierte Schauspiel am renommierten Cours Florent. Anschließend spielte sie Theater und schrieb mit Corinne Puget und Christine Anglio das Theaterstück Arrête de pleurer Pénélope, welches 2002 mit ihnen selbst in den Hauptrollen als Fernsehkomödie verfilmt wurde. Ihr Kinodebüt gab sie in der 2004 erschienenen und von François Desagnat sowie von Thomas Sorriaux inszenierten Filmkomödie Les 11 commandements an der Seite von Michaël Youn und Gad Elmaleh.
Arnaud war mit dem Schauspieler und Musiker Michaël Youn liiert.

## Filmografie (Auswahl)
Schauspiel
- 2002: Arrête de pleurer Pénélope
- 2004: Les 11 commandements
- 2005: L’Un reste, l’autre part
- 2007: Zusammen ist man weniger allein (Ensemble, c’est tout)
- 2008: Auf der anderen Seite des Bettes (De l’autre côté du lit)
- 2012: Arrête de pleurer Pénélope

Drehbuch
- 2002: Arrête de pleurer Pénélope
- 2003: La Beuze
- 2007: Arrête de pleurer Pénélope 2